# Anna Maxwell Martin
Anna Maxwell Martin, née Anna Martin le 10 mai 1977 à Beverley, est une actrice britannique.
Elle se fait remarquer en 2004 dans la pièce de théâtre His Dark Materials de Nicholas Wright, adaptation de la trilogie littéraire À la croisée des mondes de Philip Pullman. Elle apparait ensuite dans plusieurs productions théâtrales, téléfilms et séries télévisées britanniques. Elle a gagné à deux reprises le British Academy Television Award de la meilleure actrice, respectivement pour son rôle d'Esther Summerson dans la mini-série La Maison d'Âpre-Vent (en) en 2005 et celui de N dans le téléfilm Poppy Shakespeare de Benjamin Ross en 2008.

## Biographie

### Enfance et formation
Anna Martin est née à Beverley, dans le Yorkshire de l'Est, en Angleterre. Son père, Ivan, est directeur exécutif d'un laboratoire pharmaceutique, et sa mère, Ros, est chercheuse,. Cette dernière abandonne son travail pour élever Anna et son frère aîné Adam.
De 1988 à 1995, elle est élève à l'école pour fille Beverley High School (en), où elle joue dans des pièces de théâtre. Elle part ensuite étudier l'Histoire, et plus particulièrement la Première Guerre mondiale, à l'université de Liverpool dont elle ressort diplômée,.
Elle pose sa candidature à la Royal Academy of Dramatic Art de Londres mais intègre finalement la London Academy of Music and Dramatic Art. En rejoignant le syndicat d'acteurs Equity (en), elle modifie son nom en ajoutant Maxwell, le nom de son grand-père, pour se différencier d'une autre Anna Martin.

### Carrière
Anna Maxwell Martin commence sa carrière avant même de finir ses études, en jouant Alexandra dans la pièce The Little Foxes (en) de Lillian Hellman en 2001 au Donmar Warehouse à Londres,. Elle apparait dans d'autres productions théâtrales telles que The Coast of Utopia (en) de Tom Stoppard ou Les Trois Sœurs de Tchekhov, entre lesquelles elle doit travailler comme serveuse,. En 2003, elle joue Sophie dans la pièce Honour de Joanna Murray-Smith (en), sous la direction de Roger Michell qui deviendra son mari.
C'est en 2004 au Royal National Theatre qu'elle se fait remarquer. Elle y incarne Lyra Belacqua, le personnage principal de la pièce His Dark Materials de Nicholas Wright, adaptée de la trilogie littéraire À la croisée des mondes de Philip Pullman. Elle se voit même nommée au Laurence Olivier Award de la meilleure actrice en 2005. La même année, elle joue dans son premier long-métrage, Délires d'amour, de son futur compagnon Roger Michell.
À la télévision, elle apparait dans plusieurs séries télévisées : Inspecteur Barnaby en 2002, North and South en 2004 et Doctor Who en 2005. Cette même année, elle se fait connaitre en jouant Esther Summerson, l'un des personnages principaux de la série La Maison d'Âpre-Vent (en) de la BBC, adaptée du roman éponyme de Charles Dickens. Elle fait alors face à une distribution quatre étoiles incluant Gillian Anderson, Timothy West et Charles Dance. Son rôle lui vaut le British Academy Television Award de la meilleure actrice en 2006.
En 2008, elle joue dans le téléfilm Poppy Shakespeare de Benjamin Ross aux côtés de Naomie Harris. Elle obtient pour ce rôle son second British Academy Television Award de la meilleure actrice en 2009. En 2010, elle incarne la journaliste Heather Brooke (en) face à Brian Cox dans le téléfilm On Expenses (en) de Simon Cellan Jones (en). Au même moment, elle joue Isabella face à Rory Kinnear dans Mesure pour mesure de William Shakespeare, mis en scène par Michael Attenborough à l'Almeida Theatre.
En 2013, elle joue le rôle d'Elizabeth Darcy dans la mini-série La mort s'invite à Pemberley, adaptée du roman éponyme de P. D. James. Au cinéma, elle apparait aux côtés de Judi Dench dans le film Philomena de Stephen Frears. L'année suivante, elle est Régane, l'une des filles du roi, dans Le Roi Lear de William Shakespeare, mis en scène par Sam Mendes au National Theatre.
En 2015, elle apparait dans le rôle de Mary Shelley dans la série The Frankenstein Chronicles et dans celui d'Ethel Rogers dans la mini-série And Then There Were None, adaptée du roman Dix petits nègres d'Agatha Christie. Au théâtre, elle joue Lady Macbeth dans la pièce Macbeth de William Shakespeare au Young Vic à Londres.

## Filmographie

### Cinéma
- 2002 : Eddie Loves Mary, court-métrage de Hannah Rothschild (en)
- 2004 : Délires d'amour de Roger Michell : Penny
- 2006 : The Other Man, court-métrage de Dictynna Hood
- 2007 : Jane de Julian Jarrold : Cassandra Austen
- 2007 : I Really Hate My Job (en) d'Oliver Parker : Madonna
- 2013 : Alan Partridge: Alpha Papa (en) de Declan Lowney (en) : Janet Whitehead
- 2013 : Philomena de Stephen Frears : Jane
- 2014 : Off the Page: School Gate de Gbolahan Obisesan : Jenny
- 2019 : The Personal History of David Copperfield d'Armando Iannucci
- 2020 : The Duke de Roger Michell

### Télévision

#### Téléfilms
- 2006 : Le Vent dans les saules (en) (The Wind in the Willows) de Rachel Talalay : Fille du geôlier
- 2008 : White Girl de Hettie MacDonald (en) : Debbie
- 2008 : Poppy Shakespeare de Benjamin Ross : N
- 2009 : Freefall (en) de Dominic Savage : Mandy Potter
- 2009 : Mission Apollo 11, les premiers pas sur la Lune de Richard Dale : Janet Armstrong, femme de Neil Armstrong
- 2010 : On Expenses (en) de Simon Cellan Jones (en) : Heather Brooke (en)
- 2011 : Ronde de nuit (The Night Watch) de Richard Laxton : Kay Langrish
- 2015 : Birthday de Roger Michell : Lisa
- Reg de David Blair : Sally Keys

#### Séries télévisées
- 2002 : Inspecteur Barnaby : Arabella Heywood (épisode 5.04 : Meurtre dans un collège anglais)
- 2004 : North and South (mini-série) : Bessy Higgins
- 2005 : Doctor Who : Suki (épisode 1.07 : Un jeu interminable)
- 2005 : La Maison d'Âpre-Vent (en) (Bleak House) (mini-série) : Esther Summerson
- 2009 : Free Agents : Sophie (3 épisodes)
- 2011 : South Riding (mini-série) : Sarah Burton
- 2012 : Accused : Tina Dakin (épisode 2.04 : Tina's Story)
- 2012 - 2014 : Enquêtes codées : Susan
- 2013 : La mort s'invite à Pemberley (Death Comes to Pemberley) (mini-série) : Elizabeth Darcy
- 2014 : The Lost Honour of Christopher Jefferies (mini-série) : Janine
- 2014 : The Life of Rock with Brian Pern (en) : Jess Hunt (2 épisodes)
- 2015 : Midwinter of the Spirit : Merrily Watkins
- 2015 : The Frankenstein Chronicles : Mary Shelley
- 2015 : And Then There Were None : Ethel Rogers (épisode 1)
- 2019 : Good Omens : Belzébuth (Beelzebub)
- 2019 - 2020 : Line of Duty : Commissaire Patricia Carmichael
- 2023 : Until I Kill You : Delia Balmer
- 2024 : Ludwig : Lucy Betts-Taylor

## Théâtre
Liste non exhaustive,.
- 2001 : The Little Foxes (en) de Lillian Hellman : Alexandra (Donmar Warehouse)
- 2002 : The Coast of Utopia (en) de Tom Stoppard (National Theatre)
- 2003 : Honour de Joanna Murray-Smith (en), mise en scène Roger Michell : Sophie (National Theatre)
- 2003 : Les Trois Sœurs d'Anton Tchekhov : Irina (National Theatre)
- 2004 : His Dark Materials de Nicholas Wright : Lyra Belacqua (National Theatre)
- 2004 : Dumb Show (en) de Joe Penhall (en) : Liz (Royal Court Theatre)
- 2006 : The Entertainer (en) de John Osborne : Jean (Royal Court Theatre)
- 2006 : Cabaret, comédie musicale : Sally (Lyric Theatre)
- 2008 : The Female of the Species (en) de Joanna Murray-Smith (en) : Molly Rivers (Vaudeville Theatre (en))
- 2010 : Mesure pour mesure de William Shakespeare, mise en scène Michael Attenborough : Isabella (Almeida Theatre)
- 2014 : Le Roi Lear de William Shakespeare, mise en scène Sam Mendes : Régane (National Theatre)
- 2015 : Macbeth de William Shakespeare : Lady Macbeth (Young Vic)

## Distinctions

### Récompenses
- British Academy Television Awards 2006 : Meilleure actrice pour La Maison d'Âpre-Vent (en) ;
- Online Film & Television Association Award 2006 : Meilleure actrice dans un téléfilm ou une mini-série pour La Maison d'Âpre-Vent ;
- British Academy Television Awards 2009 : Meilleure actrice pour Poppy Shakespeare.

### Nominations
- Laurence Olivier Awards 2005 : Meilleure actrice pour His Dark Materials ;
- Broadcasting Press Guild Awards 2006 : Meilleure actrice pour La Maison d'Âpre-Vent ;
- Royal Television Society Awards 2009 : Meilleure actrice pour Poppy Shakespeare ;
- British Academy Television Award 2011 : Meilleure actrice pour South Riding ;
- Festival de télévision de Monte-Carlo 2011 : Meilleure actrice dans une mini-série pour South Riding ;
- Crime Thriller Awards 2014 : Meilleure actrice pour Enquêtes codées et La mort s'invite à Pemberley.